# Eberhard Moser
Eberhard Moser (* 26. Oktober 1926 in Amtzell bei Wangen im Allgäu; † 25. Juli 1988) war ein deutscher Ingenieur und Agrarwissenschaftler insbesondere der Landtechnik, er war Professor für Agrartechnik der Intensivkulturen am Institut für Agrartechnik an der Universität Hohenheim.

## Leben und Wirken
Moser erwarb sein Abitur 1949 in München und startete nach einem entsprechenden Praktikum sein Maschinenbaustudium an der Universität Stuttgart das er 1955 mit dem Diplom in Maschinenbau abschloss.
Ab 1955 war Moser wissenschaftlicher Mitarbeiter am Institut für Agrartechnik der Universität Hohenheim und nach seiner Promotion zum Dr. Ing. 1966 in Stuttgart wurde er Oberingenieur dieses Instituts in Hohenheim.
Am Lehrstuhl Grundlagen der Landtechnik der Universität Hohenheim habilitierte sich Moser für das Lehrgebiet Agrartechnik der Intensivkulturen 1972. Zunächst wurde er Wissenschaftlicher Rat und ab 1978 Professor und Lehrstuhlinhaber für Agrartechnik für Pflanzen und Intensivkulturen an der Universität Hohenheim.

## Publikationen (Auswahl)
- Die Mechanisierung des Obst-, Gemüse- und Weinbaus in den USA, Ulmer Stuttgart 1969
- Bewegungen, Kräfte und Momente in Gelenkwellentrieben für Landmaschinen Stuttgart 1966
- Lehrbuch Agrartechnik Band 4 Verfahrenstechnik Intensivkulturen, Parey 1984, ISBN 978-3-490-13215-4